# Slanská Huta
Slanská Huta (allemand : Salzburgerhütte, Wallenhütte ,hongrois : Szalánczhuta) est un village de Slovaquie situé dans la région de Košice.

## Histoire
Première mention écrite du village en 1772.

## Démographie

### Évolution de la population
| Année:               | 1994. | 2004.    | 2014.    | 2024.   |
| -------------------- | ----- | -------- | -------- | ------- |
| Nombre de personnes: | 256   | 215      | 241      | 260     |
| Différence:          |       | -16,01 % | +12,09 % | +7,88 % |

| Année:               | 2023. | 2024.   |
| -------------------- | ----- | ------- |
| Nombre de personnes: | 252   | 260     |
| Différence:          |       | +3,17 % |